# Малеева, Ирина
Ири́на Мале́ева (болг. Ирина Малеева; род. 7 июля 1946, София) — болгарско-американская актриса

 и певица.

## Ранние годы
Ирина Малеева родилась 7 июля 1946 года в Софии, Болгария, в семье итальянца и болгарки. Её отец происходил из аристократической семьи, был государственным деятелем и героем войны, возглавлявшим антинацистское движение в своей стране; а мать, Ирина Тасева (1910—1990), — актрисой. Её младший брат, Малей, был юристом и умер от диабета в молодом возрасте. Малеева имеет степени по живописи и сценическому дизайну от Римской академии изящных искусств, обучалась в Школе драматического кино Чинечитта и Королевской академии драматического искусства.

## Карьера
Малеева начала актёрскую карьеру в детстве в родной Болгарии. В 1960-е годы она была замечена режиссёром Федерико Феллини, который снял её в трёх своих фильмах: «Три шага в бреду» (1968), «Сатирикон» (1969) и «Рим» (1972).
В 1980 году Малеева сыграла Графиню в криминальном детективе «Юнион-Сити» и была награждена премией Кинофестиваля в Торонто за эту роль. В 2017 году она была удостоена премии SEEfest за пожизненные достижения Кинофестиваля Юго-Восточной Европы.
Всего на счету Малеевой более сорока ролей в европейских и американских фильмах и телесериалах.

## Личная жизнь
С 1989 года Малеева состояла в отношениях с адвокатом и магнатом недвижимости Нейтаном Голлером (1928—2023). После женитьбы они жили в Беверли-Хиллз. 15 июля 2023 года Голлер скончался на 96-м году жизни.
Малеева владеет английским, болгарским, испанским, итальянским, немецким, русским и французским языками.

## Фильмография
| Год  |    | Русское название                                | Оригинальное название                           | Роль                      |
| ---- | -- | ----------------------------------------------- | ----------------------------------------------- | ------------------------- |
|      | с  | Дни нашей жизни                                 | Days of Our Lives                               |                           |
| 1968 | ф  | Три шага в бреду                                | Tre passi nel delirio                           | цыганка-предсказательница |
| 1969 | ф  | Сатирикон                                       | Fellini Satyricon                               | служанка                  |
| 1969 | ф  | Венецианский купец                              | The Merchant of Venice                          | Джессика                  |
| 1970 | с  | Поли в Венеции                                  | Poly à Venise                                   | Джемма                    |
| 1971 | ф  | В объятиях паука                                | Nella stretta morsa del ragno                   | Элси Перкинс              |
| 1973 | ф  | Кунг-Фу? Из Сицилии с яростью                   | Ku-Fu? Dalla Sicilia con furore                 | Унчи Вунча                |
| 1973 | ф  | Предположим… я сверну тебе шею                  | Metti... che ti rompo il muso                   |                           |
| 1974 | ф  | Пеший полицейский                               | Piedino il questurino                           | Мария                     |
| 1974 | ф  | Приказы, подписанные белым                      | Ordine firmato in bianco                        | Тереза                    |
| 1974 | ф  | Спекулянт                                       | Il trafficone                                   | Сильвана Скардоккия       |
| 1975 | ф  | Шок в городе: Безжалостная охота на похитителей | La città sconvolta: caccia spietata ai rapitori | Лина                      |
| 1976 | ф  | Девушки-ням-ням                                 | The Yum Yum Girls                               | Кармен                    |
| 1978 | ф  | Дом в облаках                                   | I teleftaia ptisi                               | Флоренс Мартелли          |
| 1980 | ф  | Юнион-Сити                                      | Union City                                      | Графиня                   |
| 1986 | ф  | Последний курорт                                | Last Resort                                     | Мария                     |
|      | с  | Судья                                           | The Judge                                       | подражательница           |
| 1987 | в  | Ирина, большая любовь                           | Irina, o megalos erotas                         | Ирина                     |
| 1994 | ф  | Одержимый                                       | Hard Drive                                      | Эмма                      |
| 1999 | с  | Золотые крылья Пенсаколы                        | Pensacola: Wings of Gold                        | цыганка-предсказательница |
| 2000 | с  | Девочки Гилмор                                  | Gilmore Girls                                   | леди в салоне             |
| 2000 | ф  | Комедия ошибок                                  | The Comedy of Errors                            | куртизанка                |
| 2001 | с  | Клиент всегда мёртв                             | Six Feet Under                                  | Ирина                     |
| 2001 | с  | Журнал мод                                      | Just Shoot Me!                                  | миссис Камински, уборщица |
| 2003 | ф  | Тунец с васаби                                  | Wasabi Tuna                                     | миссис Хасадан            |
| 2004 | с  | Ангел                                           | Angel                                           | старая леди-демон         |
| 2004 | с  | Взлом                                           | Cracking Up                                     |                           |
| 2005 | с  | Предел                                          | Threshold                                       | испанка                   |
| 2006 | с  | Дерзкие и красивые                              | The Bold and the Beautiful                      | Филомена Дамиано          |
| 2007 | с  | Американская автомастерская                     | American Body Shop                              | перуанка                  |
| 2007 | с  | Герои                                           | Heroes                                          | жена Ивана                |
| 2010 | с  | Торговые восьмёрки                              | Trading Eights                                  | Нана                      |
| 2012 | ф  | Другой                                          | Maattrraan                                      | русская                   |
| 2014 | с  | Он не играет                                    | He Don’t Got Game                               | Жюстин Киттенс            |
| 2015 | ф  | Прилипала                                       | The Meddler                                     | Энджи                     |
| 2016 | с  | Ночная смена                                    | The Night Shift                                 | Сахин                     |
| 2016 | с  | Водолей                                         | Aquarius                                        | Вера                      |
| 2016 | с  | Девственница Джейн                              | Jane the Virgin                                 | монахиня                  |
| 2021 | с  | Ради всего человечества                         | For All Mankind                                 | Марта                     |
| 2023 | с  | Пол Ти Голдман                                  | Paul T. Goldman                                 | Наташа                    |
|      | тф | Гардероб Санни                                  | Sunny's Closet                                  | Соланж «Санни» Грин       |